# Craig Bartlett
Craig Michael Bartlett (Seattle, Washington, 18 de octubre de 1956) es un animador estadounidense, conocido por crear las series de televisión ¡Oye, Arnold! y Dinotren.
Su primer trabajo, después de graduarse en el Evergreen State College en Olympia, Washington, fue en los estudios de Will Vinton en Portland, Oregón, donde aprendió la técnica de la animación.
En Nickelodeon, además del trabajo en ¡Oye, Arnold! (1996-2004), también intervino en las primeras temporadas de Rugrats y fue director de algunos episodios de Ren y Stimpy.

## Filmografía
- ¡Oye, Arnold! (1994-2004)
- ¡Oye, Arnold! La película (2002)
- Party Wagon (2004)
- Dinotren (2009-2017)
- Ready Jet Go! (2016-2019)
- ¡Oye, Arnold!: La película de la jungla (2017)